# مسمو جونیور باکایوکو
مسمو جونیور باکایوکو (انگلیسی: Messemo Junior Bakayoko؛ زادهٔ ۲ دسامبر ۱۹۹۴) بازیکن فوتبال است.